# Carl Sandburg

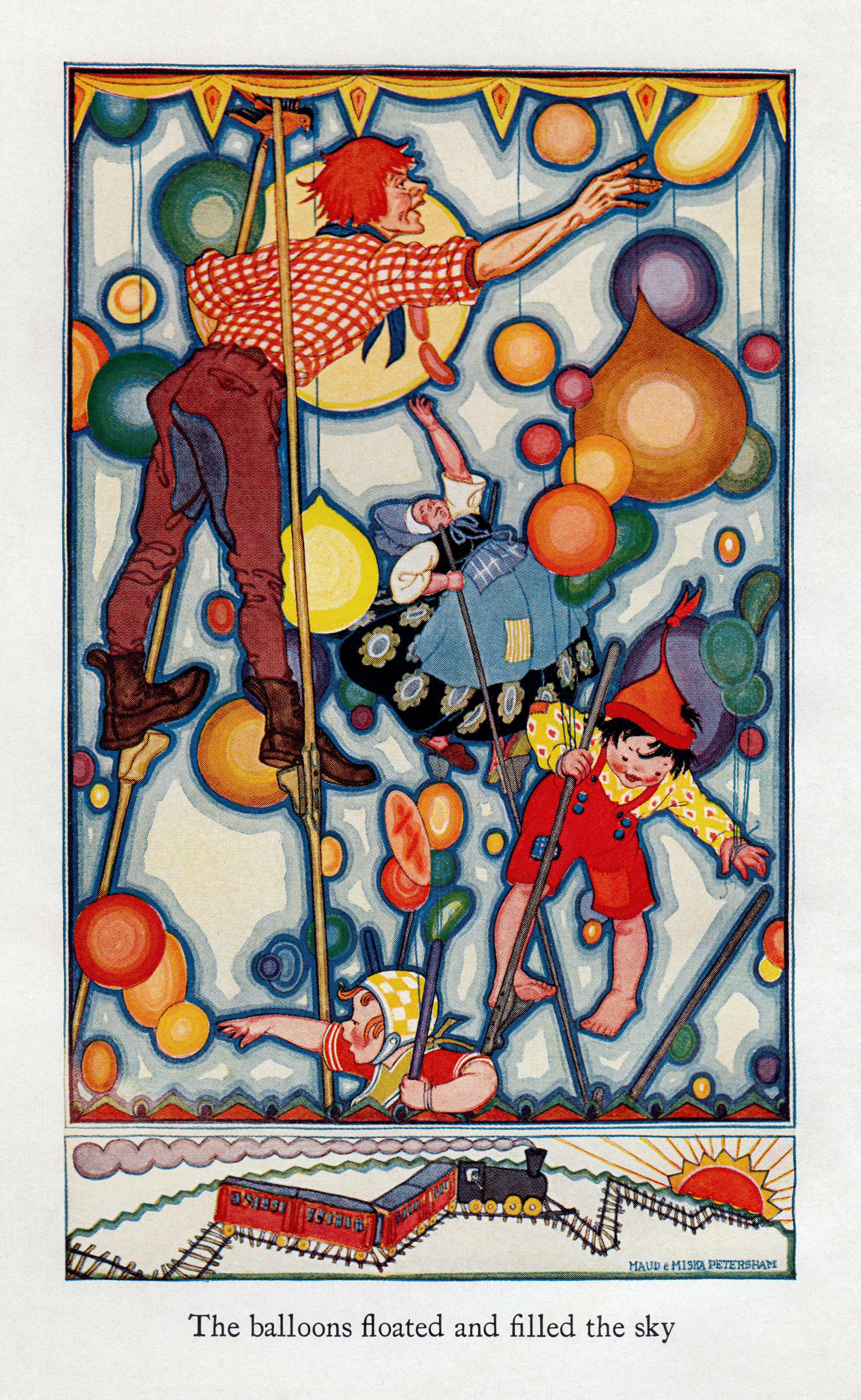
Okładka Rootabaga Stories z 1922

Carl August Sandburg (ur. 6 stycznia 1878, zm. 22 lipca 1967) – amerykański poeta, historyk, biograf, powieściopisarz, balladysta i folklorysta pochodzenia szwedzkiego; autor biografii Abrahama Lincolna, Mary Todd Lincoln oraz dwóch autobiografii. Jego znanym dziełem jest tomik Wiersze z Chicago. Twórczość poety zalicza się do tak zwanego Renesansu Chicagowskiego.

## Życiorys
Jego rodzicami byli August Sandburg i Clara Mathilda Anderson. Od kiedy skończył 11 lat pracował fizycznie w różnych zawodach. W 1896 po raz pierwszy wyjechał do Chicago. Kiedy w 1898 wybuchła Wojna amerykańsko-hiszpańska zaciągnął się do armii. Służył w 6 ochotniczym pułku piechoty z Illinois. W lipcu i sierpniu przebywał na Portoryko. Swoje przeżycia z młodych lat opisał w autobiografii Always the Young Strangers (1953). Po powrocie do cywila jako weteran wojenny otrzymał prawo wstąpienia na Lombard College w jego rodzinnym mieście. 

## Nagrody
Sandburg był trzykrotnie laureatem Nagrody Pulitzera. Dwa razy odbierał nagrodę w dziedzinie poezji za Cornhuskers (1919) i Complete Poems (1951), a raz został uhonorowany w dziedzinie historii za książkę Abraham Lincoln: The War Years.
Pisał głównie wierszem wolnym.

## Twórczość
- 1904 – In Reckless Ecstasy (poezja)
- 1916 – Chicago Poems (poezja)
- 1918 – Cornhuskers (poezja)
- 1920 – Smoke and Steel (poezja)
- 1920 – Rootabaga Stories (opowiadania dla dzieci)
- 1922 – Slabs of the Sunburnt West (poezja)
- 1923 – More Rootabaga Stories (opowiadania dla dzieci)
- 1926 – Selected Poems (poezja)
- 1926 – Abraham Lincoln: The Prairie Years (biografia)
- 1927 – The American Songbag (pieśni ludowe)
- 1928 – Good Morning, America (poezja)
- 1929 – Steichen the Photographer (historia)
- 1932 – Mary Lincoln: Wife and Widow (biografia)
- 1936 – The People, Yes (poezja)
- 1939 – Abraham Lincoln: The War Years (biografia)
- 1943 – Home Front Memo (eseje)
- 1950 – The New American Songbag (pieśni ludowe)
- 1950 – Complete Poems (poezja)
- 1950 – Harvest Poems (poezja)
- 1953 – Always the Young Strangers (autobiografia)
- 1955 – The Family of Man (katalog wystawy) (wstęp, obrazki wstawione przez Edwarda Steichena)
- 1963 – Honey and Salt (poezja)
- 1968 – The Letters of Carl Sandburg (autobiograficzna korespondencja redagowana przez Herberta Mitganga)
- 1978 – Breathing Tokens (poezja Sandburga, redagowana przez Margaret Sandburg)
- 1983 – Ever the Winds of Chance (autobiografia rozpoczęta przez Sandburga, ukończona przez Margaret Sandburg i George'a Hendricka)